# Jean Grégoire
Jean Grégoire était un footballeur international français né le 20 juillet 1922 à Valence (Drôme) et décédé le 14 septembre 2013 à Paris.
Demi-centre au Stade français, il a été international à dix reprises entre 1947 et 1950.
Il a terminé sa carrière comme entraîneur-joueur, d'abord au SCO Angers puis au FC Rouen.
Il est le grand-père d'Olivia Grégoire.